# Sinomphisa
Sinomphisa és un gènere d'arnes de la família Crambidae descrit per Eugene G. Munroe el 1958.

## Taxonomia
- Sinomphisa jeannelalis (Marion & Viette, 1956)
- Sinomphisa junctilinealis (Hampson, 1918)
- Sinomphisa plagialis (Wileman, 1911)